# Historia de los judíos en Rumania
La historia de los judíos en Rumania se refiere a los judíos tanto de Rumania como de origen rumano, desde su primera mención en lo que es el territorio rumano actual. Mínimo hasta el siglo XVIII, el tamaño de la población judía aumentó después de alrededor de 1850, y más especialmente después del establecimiento de la Gran Rumania después de la Primera Guerra Mundial. Una comunidad diversa, aunque abrumadoramente urbana, los judíos fueron blanco de la persecución religiosa y el racismo en la sociedad rumana, desde el debate de finales del siglo XIX sobre la "cuestión judía" y el derecho de los residentes judíos a la ciudadanía, al genocidio llevado a cabo en las tierras de Rumania como parte del Holocausto. Este último, junto con sucesivas oleadas de aliyah, ha representado una disminución dramática en el tamaño general de la comunidad judía actual de Rumania.
Las comunidades judías existieron en territorio rumano en el siglo II d. C., después de la anexión romana de Dacia en 106 d. C. Durante el reinado de Pedro el Cojo (1574–1579), los judíos de Moldavia, principalmente comerciantes de Polonia que competían con los lugareños, fueron gravados y finalmente expulsados. Las autoridades decidieron en 1650 y 1741 que los judíos deben usar ropa que demuestre su estatus y etnia.
. El primer libelo de sangre en Moldavia (y, de por sí, en Rumania) se realizó en 1710, cuando los judíos de Târgu Neamț fueron acusados de haber matado a un niño cristiano con fines rituales. Un motín antijudío ocurrió en Bucarest en los años 1760.
Durante la Guerra ruso-turca de 1768-1774, los judíos en los principados danubianos tuvieron que soportar grandes dificultades. Se cometieron masacres y saqueos en casi todos los pueblos y aldeas del país. Durante la guerra de Independencia de Grecia, la cual marcó el levantamiento de Valaquia de 1821, los judíos fueron víctimas de pogromos y persecuciones. En los años 1860, hubo otro motín motivado por acusaciones de libelo de sangre.
El antisemitismo se impuso oficialmente bajo los mandatos del primer ministro de Rumania Ion Brătianu. Durante sus primeros años en el cargo (1875), Brătianu reforzó y aplicó viejas leyes de discriminación, insistiendo en que no se permitía que los judíos se establecieran en el campo (y reubicando a los que lo habían hecho), mientras declaraba que muchos habitantes urbanos judíos eran vagabundos y los expulsaba del país. La emigración de judíos rumanos en grandes cantidades comenzó poco después de 1878.[cita requerida] En 1900 había 250 000 judíos rumanos: el 3.3% de la población total, pero el 14.6% de los habitantes urbanos, el 32% de la población urbana moldava y el 42% de la de Iași.
Entre el establecimiento del Estado Nacional Legionario (septiembre de 1940) y 1942, se aprobaron 80 regulaciones antijudías. A partir de finales de octubre de 1940, el movimiento fascista rumano conocido como Guardia de Hierro inició una campaña antisemita masiva, torturando y golpeando a judíos y saqueando sus tiendas, culminando en el golpe fallido acompañado de un pogromo en Bucarest, en el que 125 judíos fueron asesinados. El dictador militar Ion Antonescu finalmente detuvo la violencia y el caos creado por la Guardia de Hierro al reprimir brutalmente la rebelión, pero continuó la política de opresión y masacre de judíos y, en menor medida, de la minoría gitana en Rumania. Después de que Rumania entró en la guerra al comienzo de la Operación Barbarroja, las atrocidades contra los judíos se volvieron comunes, comenzando con el pogromo de Iași. Según el informe de la Comisión Wiesel publicado por el gobierno rumano en 2004, entre 280.000 y 380.000 judíos fueron asesinados o murieron durante el Holocausto en Rumania y los territorios ocupados Soviética bajo control rumano, entre ellos la Gobernación de Transnistria. Otros 135.000 judíos que vivían bajo el control del húngaro en Transilvania del Norte también perecieron en el Holocausto, al igual que unos 5.000 judíos rumanos en otros países.
Entre 290 000 y 360 000 judíos sobrevivieron el Holocausto en lo que actualmente es territorio rumano (355 972 personas de acuerdo con las estadísticas publicadas finales de la guerra). Durante el régimen comunista se produjo una emigración masiva de judíos de Rumanía sobre todo a Israel, con el resultado de que en 1987 hubo no más de 23 000 judíos viviendo en Rumanía.
A día de hoy, la mayoría de judíos de procedencia rumana viven en Israel. En 2011 aún persistía en Rumanía una pequeña comunidad de unas 3271 personas registradas como pertenecientes a esta religión.

## Historia temprana
Las comunidades judías en lo que más tarde se convertiría en territorio rumano se atestiguaron ya en el siglo II d. C., en un momento en que el Imperio Romano había establecido su dominio sobre Dacia romana. Se han encontrado inscripciones y monedas en lugares como Sarmizegetusa y Orșova.
La existencia de los caraítas de Crimea, un grupo étnico adherente del judaísmo caraíta, sugiere que había presencia judía constante alrededor del Mar Negro, incluso en partes de la actual Rumanía, en los puertos comerciales de las desembocaduras del Danubio y el Dniester (véase Cumania); es posible que hayan estado presentes en algunas ferias de Moldavia en el siglo XVI o antes. La presencia judía más antigua (probablemente sefardí) en lo que se convertiría en Moldavia se registró en Cetatea Albă (1330); en Valaquia, se atestiguó por primera vez en la década de 1550, viviendo en Bucarest. Durante la segunda mitad del siglo XIV, el futuro territorio de Rumania se convirtió en un importante lugar de refugio para los judíos expulsados del Reino de Hungría y Polonia por Rey Luis I. En Transilvania, los judíos húngaros se registraron en ciudadelas sajonas alrededor de 1492.
El príncipe Roman I (1391-1394?) eximió a los judíos del servicio militar, a cambio de un impuesto de 3 löwenthaler por persona. También en Moldavia, Esteban el Grande (1457-1504) trató a los judíos con consideración. Isaac ben Benjamin Shor de Iași (Isak Bey, usado originalmente por Uzun Hassan) fue nombrado stolnic, siendo posteriormente ascendido al rango de logofăt ; continuó ocupando este cargo bajo Bogdan el Ciego (1504-1517), el hijo y sucesor de Esteban.
En este momento ambos Principados del Danubio quedaron bajo la soberanía del Imperio Otomano, y varios sefardíes que vivían en Estambul emigraron a Valaquia, mientras que judíos de Polonia y el Sacro Imperio Romano Germánico se instaló en Moldavia. Aunque tomaron un papel importante en el gobierno otomano y formaron una gran parte de una comunidad de acreedores y comerciantes extranjeros, los judíos fueron perseguidos por los hospodars de los dos principados. El príncipe Esteban IV de Moldavia (1522) privó a los comerciantes judíos de casi todos los derechos que les habían otorgado sus dos predecesores; Petru Rareș confiscó la riqueza judía en 1541, después de alegar que los judíos en el comercio de ganado se habían involucrado en evasión de impuestos. Alexandru Lăpușneanu (primer reinado: 1552-61) persiguió a la comunidad junto con otras categorías sociales, hasta que fue destronado por Ioan Iacob Heraclid, un griego luterano, que era indulgente con sus súbditos judíos; Lăpușneanu no renovó sus persecuciones después de su regreso al trono en 1564. El papel de los judíos otomanos y locales en la financiación de varios príncipes aumentó a medida que aumentaban las demandas económicas otomanas después de 1550 (en la década de 1570, el influyente Duque del Archipiélago judío, Joseph Nasi, respaldó a Heraclides y Lăpușneanu al trono); varios incidentes violentos a lo largo del período fueron instigados por príncipes que no pudieron pagar sus deudas.
Durante el primer reinado corto de Pedro el Cojo (1574-1579) los judíos de Moldavia, principalmente comerciantes de Polonia que competían con los lugareños, fueron gravados y finalmente expulsados. En 1582, logró recuperar su dominio sobre el país con la ayuda del médico judío Benveniste, quien era amigo del influyente Solomon Ashkenazi; este último ejerció entonces su influencia con el príncipe en favor de sus correligionarios.
En Valaquia, el Príncipe Alexandru II Mircea (1567-1577) contrató como su secretario privado y consejero a Isaiah ben Joseph, quien usó su influencia en nombre de los judíos. En 1573 Isaías fue despedido debido a intrigas de la corte, pero no sufrió más daños y posteriormente se fue a Moldavia (donde entró al servicio del Gran Príncipe de Moscovia Iván el Terrible). Gracias a los esfuerzos de Solomon Ashkenazi, Aron Tiranul fue colocado en el trono de Moldavia; sin embargo, el nuevo gobernante persiguió y ejecutó a diecinueve acreedores judíos en Iași, quienes fueron decapitados sin proceso judicial. Aproximadamente al mismo tiempo, en Valaquia, la violenta represión de los acreedores alcanzó su punto máximo bajo Miguel el Valiente, quien, después de matar a los acreedores turcos en Bucarest (1594), probablemente participó en actos de violencia contra los judíos asentados al sur del Danubio durante su campaña en Rumelia (manteniendo buenas relaciones con los judíos de Transilvania).

## Edad Moderna temprana
En 1623, los judíos en Transilvania recibieron ciertos privilegios del príncipe Gabriel Bethlen, que tenía como objetivo atraer a emprendedores de tierras otomanas  a su país; las subvenciones se redujeron durante las décadas siguientes, cuando a los judíos solo se les permitió establecerse en Gyulafehérvár (Alba Iulia). Entre los privilegios otorgados estaba uno que permitía a los judíos usar vestimenta tradicional; finalmente, las autoridades de Gyulafehérvár decidieron (en 1650 y en 1741) permitir que los judíos usaran solo ropa que evidencie su estatus y etnia.
El estatus de los judíos que se habían convertido a la ortodoxia fue establecido en Valaquia por la Pravila de la Govora de Matei Basarab y en Moldavia por la Carte românească de învățătură de Vasile Lupu. Este último gobernante (1634-1653) trató a los judíos con consideración hasta la aparición de los cosacos (1648), que marcharon contra la Mancomunidad polaco-lituana y que, al cruzar la región, mataron a muchos judíos; la violencia llevó a muchos judíos asquenazíes de Polonia a refugiarse en Moldavia y Valaquia, estableciendo comunidades pequeñas pero estables. Las masacres y conversiones forzadas por parte de los cosacos ocurrieron en 1652, cuando estos últimos llegaron a Iași con motivo del matrimonio de la hija de Vasile Lupu con Timush, el hijo de Bohdan Khmelnytsky, y durante el gobierno de Gheorghe Ștefan.
Según Anton Maria Del Chiaro, secretario de los príncipes de Valaquia entre 1710 y 1716, la población judía de Valaquia debía respetar un cierto código de vestimenta. Por ello, se les prohibió usar ropa de otro color diferente al negro o violeta, o usar botas amarillas o rojas. Sin embargo, el erudito rumano Andrei Oișteanu señaló que ese estigma social étnico y religioso era poco común en Moldavia y Valaquia, así como en las áreas ortodoxas de Europa.
La primera acusación de sangre en Moldavia (y, como tal, en Rumania) se realizó el 5 de abril de 1710, cuando los judíos de Târgu Neamț fueron acusados de haber matado a un niño cristiano con fines rituales´. El instigador era un judío bautizado que había ayudado a llevar el cuerpo de un niño, asesinado por cristianos, al patio de la sinagoga[cita requerida]. Al día siguiente, cinco judíos fueron asesinados, otros fueron mutilados y todas las casas judías fueron saqueadas, mientras que los representantes de la comunidad fueron encarcelados y torturados. Mientras tanto, algunos judíos influyentes apelaron al príncipe Nicolás Mavrocordatos (el primer gobernante fanariota) en Iași, quien ordenó una investigación que acabó con la liberación de los arrestados. Ésta fue la primera vez que el clero ortodoxo participó en ataques contra judíos. Fue debido a las instigaciones del clero por lo que en 1714 se presentó un cargo similar contra los judíos de la ciudad de Roman: el asesinato por un grupo de católicos romanos de una sirvienta cristiana de una familia judía fue inmediatamente atribuido a los judíos: todas las casas judías fueron saqueadas y dos judíos prominentes fueron ahorcados, antes de que las autoridades descubrieran a los verdaderos criminales.

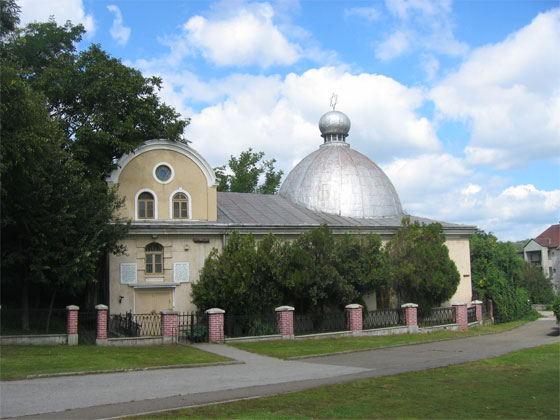
La Gran Sinagoga de Iași, construida hacia 1670

Bajo el gobierno de Constantino Brâncoveanu, los judíos valacos fueron reconocidos como un gremio especial en Bucarest, dirigido por un starosta. Los judíos tanto en Valaquia como en Moldavia estaban sujetos al Hakham Bashi en Iași, pero pronto el starost de Bucarest asumió varios deberes religiosos. Sobrecargados y perseguidos bajo Ștefan Cantacuzino (1714-1716), los judíos valacos obtuvieron valiosos privilegios durante el gobierno de Nicolás Mavrocordatos (1716-1730) en ese país (el príncipe empleó en particular al sabio judío Daniel de Fonseca en su corte). Sin embargo, otro motín antijudío se produjo en Bucarest en la década de 1760, y fue alentado por la visita de Efram II, patriarca de Jerusalén.
En 1726, en la comuna moldava de Onițcani, cuatro judíos fueron acusados de haber secuestrado a un niño de cinco años, de haberlo matado en Pascua y de haber recogido su sangre en un barril. Fueron juzgados en Iași bajo la supervisión del príncipe moldavo Mihai Racoviță y finalmente absueltos tras protestas diplomáticas. El acontecimiento tuvo eco en varias crónicas y documentos contemporáneos: por ejemplo, el embajador francés ante la Sublime Puerta, Jean-Baptiste Louis Picon, comentó que tal acusación ya no era aceptada en los "países civilizados". Los efectos más obvios sobre la condición de los judíos de Moldavia fue testimoniados durante el mandato de Juan Mavrocordatos (1744-1747): un granjero judío de las cercanías de Suceava denunció al príncipe ante la Sublime Puerta por supuestamente utilizar su casa para violar a varias mujeres judías secuestradas; Mavrocordatos hizo ahorcar a su acusador. Este acto despertó la ira del kapucu de Mahmud I en Moldavia, y Mavrocordatos pagó su culpa con la pérdida del gobierno.

## Guerras Ruso-Turcas
Durante la Guerra Ruso-Turca (1768-1774), los judíos en los principados del Danubio soportaron grandes dificultades. Se cometieron masacres y saqueos en casi todos los pueblos y aldeas del país. Cuando se restableció la paz, ambos príncipes, Alexander Mavrocordatos de Moldavia y Nicholas Mavrogheni de Valaquia, prometieron su protección especial a los judíos, cuya condición se mantuvo favorable hasta 1787, cuando ambos Janissaries y el Ejército de la Rusia Imperial participaron en pogromos.
La comunidad también fue objeto de persecuciones por parte de los lugareños. Los niños judíos fueron apresados y bautizados por la fuerza. Las acusaciones de asesinato ritual se generalizaron, y una hecha en Galați en 1797 condujo a resultados excepcionalmente graves: los judíos fueron atacados por una gran multitud, expulsados de sus hogares, robados, asaltados en las calles y muchos asesinados en el lugar, mientras que algunos fueron forzados al Danubio y se ahogaron, y otros que se refugiaron en la sinagoga murieron quemados en el edificio; unos pocos escaparon después de recibir protección y refugio de un sacerdote. En 1803, poco antes de su muerte, el Metropolitano de Hungría-Valaquia Iacob Stamati instigó ataques a la comunidad de Bucarest mediante la publicación de su Înfruntarea jidovilor ("Facing the Jews"), que pretendía ser la confesión de un ex rabino; sin embargo, el reemplazo de Stamati, Veniamin Costachi ofreció refugio a los judíos. Un acontecimiento fundamental ocurrió en 1804, cuando el gobernante Constantine Ypsilanti desestimó las acusaciones de asesinato ritual como "la opinión infundada" de "gente estúpida" y ordenó que su condena se leyera en las iglesias de toda Valaquia; las acusaciones ya no se repitieron durante el período siguiente.
Durante la Guerra Ruso-Turca de 1806-1812, la invasión rusa fue nuevamente acompañada por masacres de judíos. Los soldados calmucos irregulares en servicio otomano, que aparecieron en Bucarest al final de la Guerra Ruso-Turca, aterrorizaron a la población judía de la ciudad. Aproximadamente al mismo tiempo, surgió un conflicto en Valaquia entre judíos bajo protección extranjera. (sudiți) y locales (hrisovoliți), después de que este último intentara imponer una administración única para la comunidad, cuestión que finalmente fue resuelta a favor de los hrisovoliți por el Príncipe Jean Georges Caradja (1813).
En la Transilvania gobernada por los Habsburgo, las reformas llevadas a cabo por José II permitieron a los judíos establecerse en ciudades directamente sujetas a las Corona húngara. Sin embargo, la presión ejercida sobre la comunidad siguió siendo estricta durante las siguientes décadas.

## Principios delsigloXIX

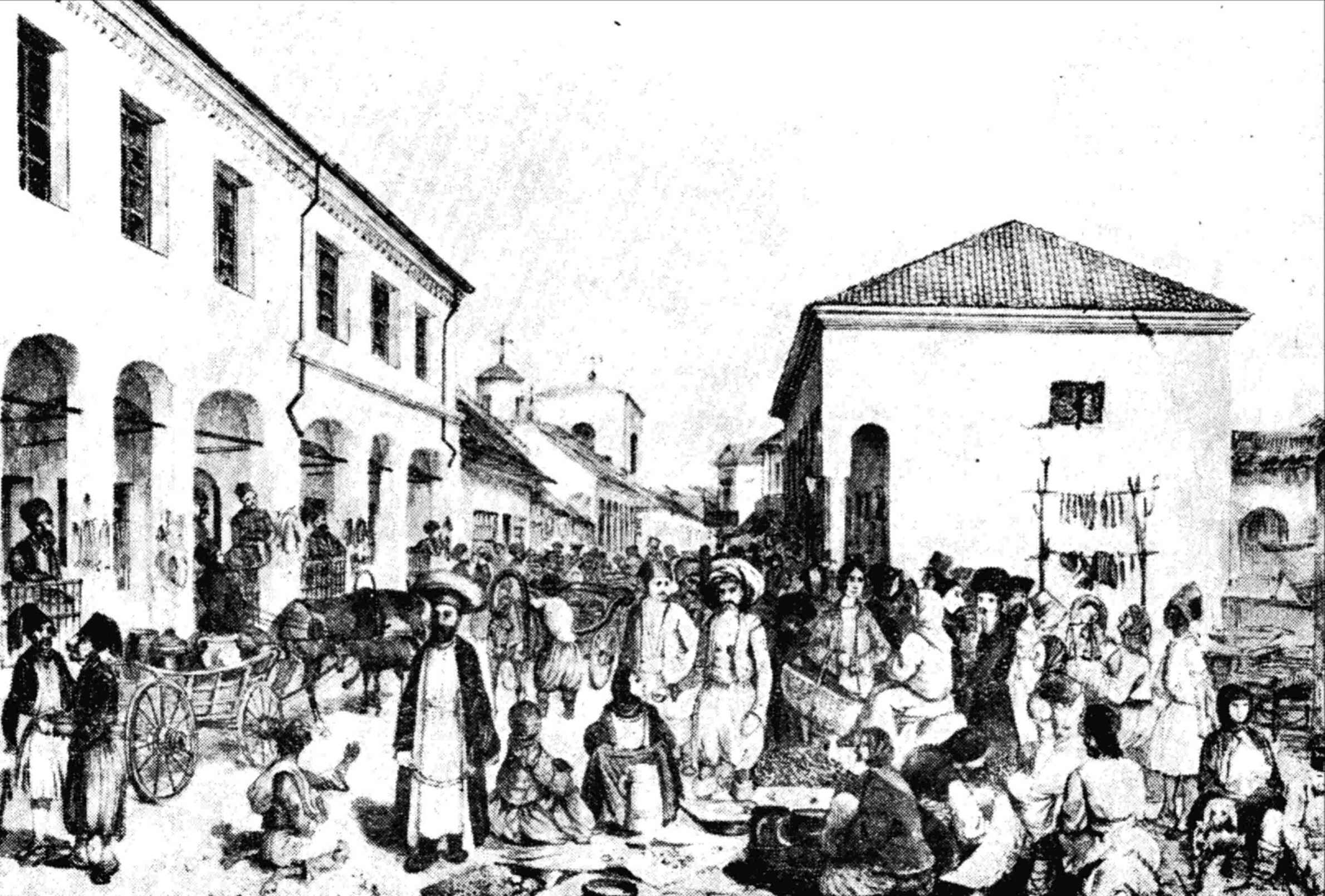
Litografía que muestra una feria cosmopolita celebrada en Iași (hacia 1845); a la derecha se ven dos judíos ortodoxos

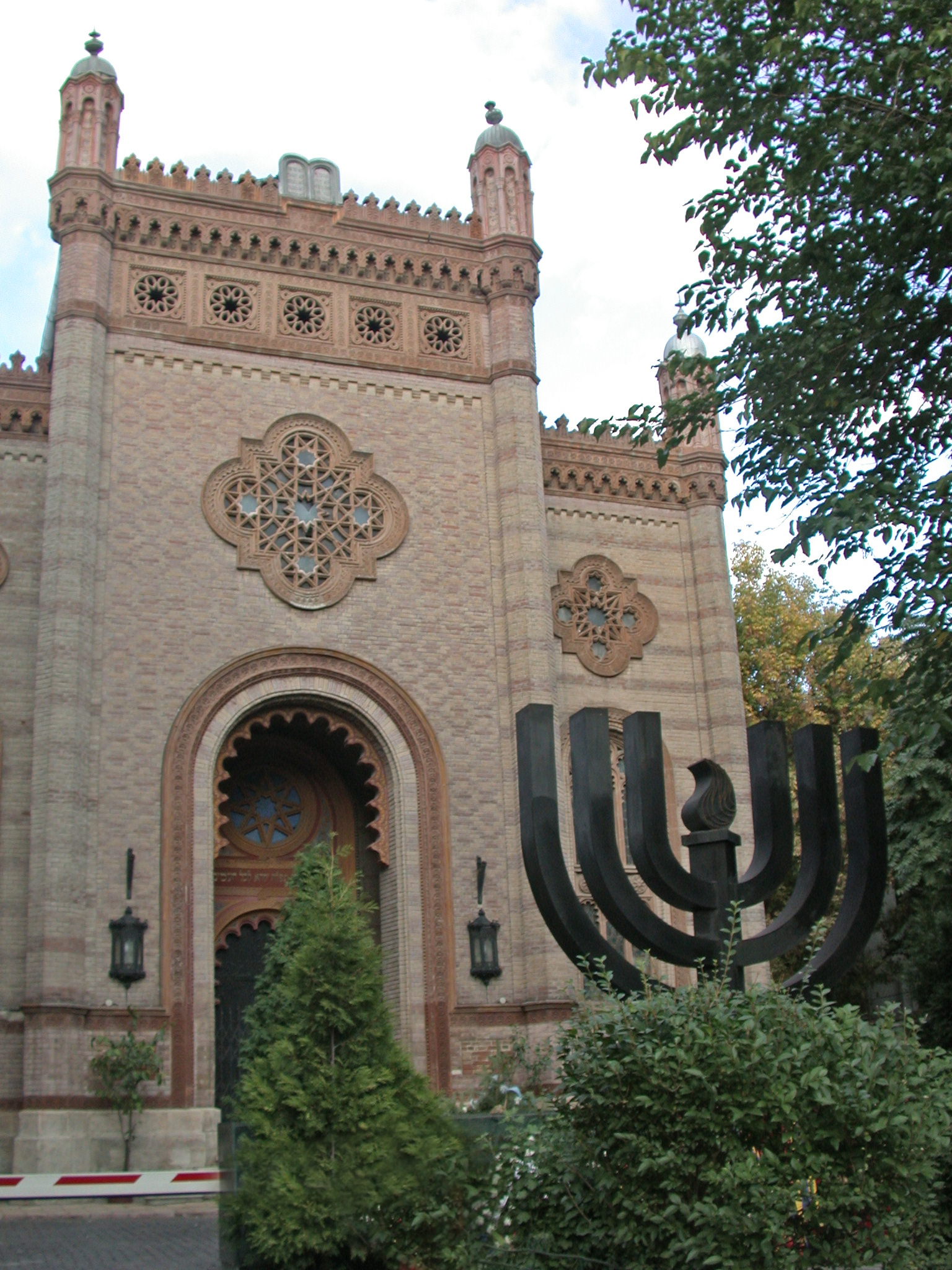
La Sinagoga de Bucarest (restaurada después de la Segunda Guerra Mundial), construida originalmente entre 1857 y 1867.

Hacia 1825 la población judía en Valaquia contaba con entre 5000 y 10 000 personas, casi todas sefardíes, la mayor parte residiendo en Bucarest (unas 7000 personas para 1839). Al mismo tiempo, en Moldavia vivían unos 12 000 judíos, mientras que la población judía en Bucovina aumentó de 526 personas en 1774 a 11 600 personas en 1848. Ya a principios del siglo XIX, los judíos que buscaban refugio de las redadas de Osman Pazvantoğlu en los Balcanes establecieron comunidades en la Oltenia gobernada por Valaquia (conocida como pequeña Valaquia). En Moldavia, el código de Scarlat Callimachi de 1817 permitió que los judíos adquirieran propiedades urbanas, pero les impidió establecerse en el campo. Aun así, la compra de propiedades en la ciudad se volvió cada vez más difícil para los judíos debido al prejuicio popular.
Durante la guerra de Independencia griega que marcó el levantamiento de Valaquia (1821) y la ocupación de los principados del Danubio por las tropas de la Filiki Eteria bajo el mando de Aléxandros Ipsilantis, los judíos fueron víctimas de pogromos y persecuciones en lugares como Fălticeni, Hertsa, Piatra Neamț, el monasterio de Secu, Târgoviște y Târgu Frumos. Los judíos en Galați lograron escapar por el río Prut con la ayuda de diplomáticos austriacos. Finalmente los eteristas, debilitados por el enfrentamiento entre Ypsilantis y Tudor Vladimirescu, fueron masacrados por los ejércitos otomanos, un episodio durante el cual las comunidades judías también tomaron represalias en Secu y Slatina.
Tras el Tratado de Adrianópolis de 1829 (que permitió a los dos principados participar libremente en el comercio exterior), Moldavia, en donde los niches comerciales habían quedado en gran parte desocupados, se convirtió en un objetivo para la inmigración de judíos asquenazíes perseguidos en la Rusia Imperial y el Reino de Galicia y Lodomeria. En 1838, su número habrá rondado los 80 000, y en 1859 habrán alcanzado a su apogeo con más de 195 000 integrantes de las comunidades judías, confornabdo casi el 12% de la población del país.
A pesar de las interdicciones iniciales bajo la ocupación rusa de 1829 (cuando se reglamentó por primera vez que los no cristianos no debían ser considerados ciudadanos), muchos de los nuevos inmigrantes se convirtieron en propietarios y arrendatarios de fincas y tabernas. Aunque su regencia sirvió sobre todo para aumentar las riquezas y satisfacer las demandas de los boyardos, los perjuicios contra los judíos no cesaron, acusándoles por aumentar las presiones económicas sobre los labradores y consumidores y formentando el alcoholiso. Sin embargo, es también cuando algunos judíos alcanzan los estatus sociales más altos, incluso la bobleza, siendo la mayoría de los bancos del aís en los años 1850 regentados por familias de origen judío. En 1832, tras la adopción del Estatuto Orgánico, los niños judíos se admitían en las escuelas de ambos principados solo si vestían la misma ropa cotidiana que los demás. En Moldavia, un decreto de 1847 del príncipe Mihail Sturdza obligó a todos los judíos del principado a abandonar el código de vestimenta tradicional.
Anteriormente a las revoluciones de 1848, que encontraron su paralelo en la revolución de Valaquia (1848), se promulgaron muchas leyes restrictivas contra los judíos que, aunque tuvieron algunos efectos violentos y destructivos, nunca se hicieron cumplir estrictamente. De diversas formas, los judíos participaron en la revuelta de Valaquia, con figuras como el pintor Constantin Daniel Rosenthal, quien se distinguió en la causa revolucionaria por la que pagó con su vida (siendo torturado hasta la muerte en Budapest por las autoridades austriacas). El principal documento legal promulgado por los revolucionarios valacos de 1848, la Proclamación de Islaz, decretó la emancipación de los «israelitas» y el otorgamiento de derechos políticos a ciudadanos (llamados compatriotas) de todas las religiones.
Tras el final de la Guerra de Crimea comenzó la puja por la unificación de los dos principados. Ambas bandas, unionistas y antiunionistas, buscaban el apoyo de lo judíos con la promesa de una completa igualdad de derechos. Declaaraciones a este efecto se hicieron por ambos partidos en 1857 y 1858. De hecho, 1857 fue el año en que la comunidad judía rumana publicó su primera revista, Israelitul Român, editada por el filósofo y patriota radical, Iuliu Barasch. Este proceso de integración y arraigo en la sociedad rumana dio pie a la creación de una identidad judía rumana, que tuvo como consecuencia que las conversiones al cristianismo, todavía alentadas por las autoridades rumanas de la época, se circunscribían a casos excepcionales.

## Régimen de Alexandru Ioan Cuza

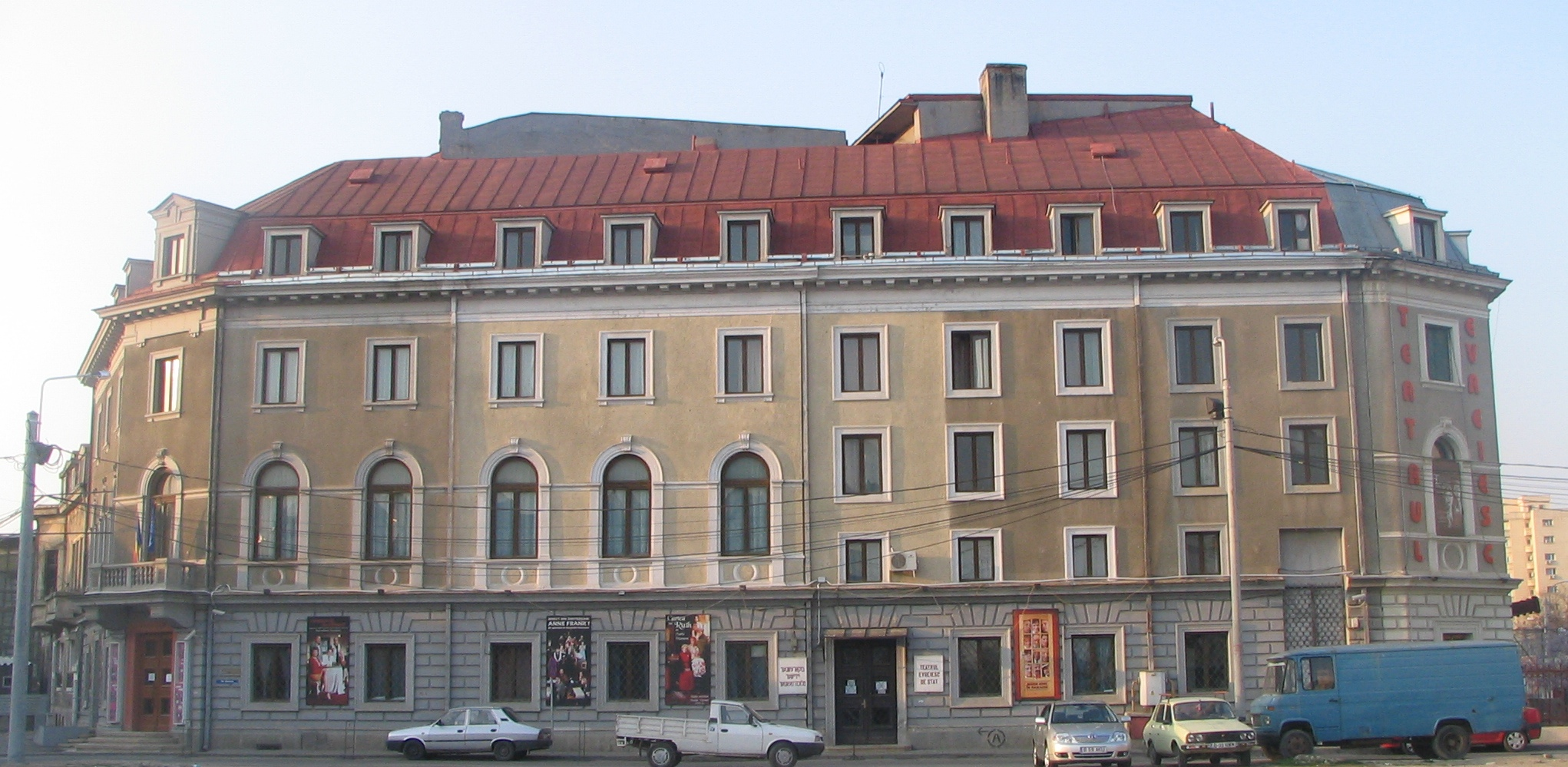
Teatro Judío Estatal de Rumanía en Bucarest

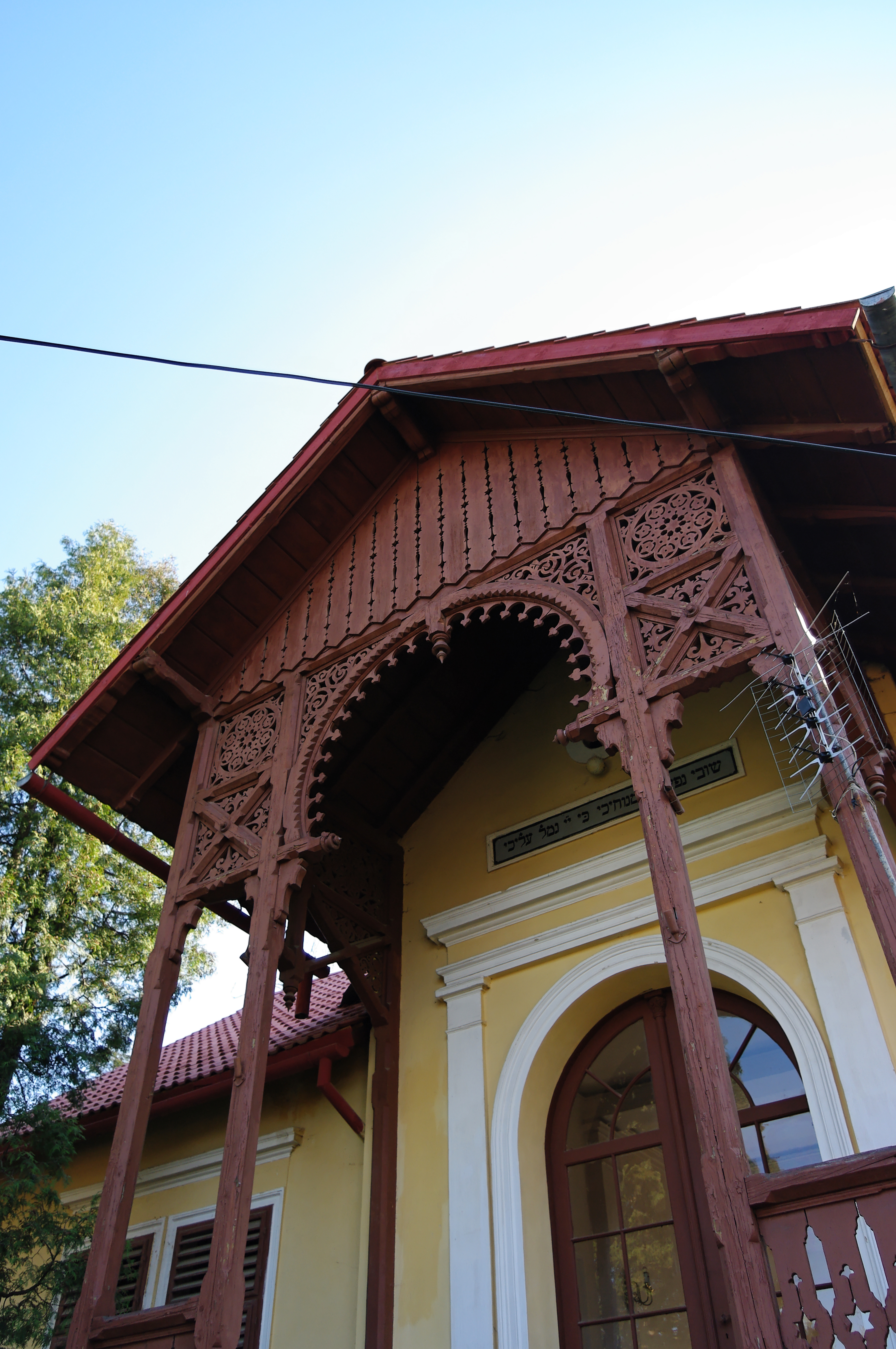
Edificio ricamente ornamentado del Cementerio judío de Brașov

Desde el comienzo del reinado de Alejandro Juan Cuza (1859-1866), el primer gobernante (Domnitor) de los principados unidos, los judíos se convirtieron en un elemento destacado en la política del país. Este período, sin embargo, fue inaugurado por otro motín motivado por acusaciones de difamación de sangre, iniciado durante la Pascua de 1859 en Galați.
Las regulaciones sobre ropa fueron confirmadas dentro de Moldavia por dos órdenes de Mihail Kogălniceanu, ministro del Interior, emitidas en 1859 y 1860. Tras la adopción del reglamento de 1859, soldados y civiles caminaban por las calles de Iași y algunas otras ciudades de Moldavia, atacando a los judíos, utilizando tijeras para desgarrar sus ropas, pero también para cortarles la barba o los Payot; Las medidas drásticas aplicadas por el Cuartel General del Ejército pusieron fin a tales disturbios.
En 1864, el Príncipe Cuza, debido a las dificultades entre su gobierno y la asamblea general, disolvió esta última y decidió presentar un proyecto de constitución que otorgaba sufragio universal. Propuso crear dos cámaras (de senadores y diputados respectivamente), para extender el derecho al voto a todos los ciudadanos y para emancipar a los campesinos del trabajo forzoso (esperando anular la influencia restante de los terratenientes - ya no boyar s después de la reforma agraria). En el proceso, Cuza también esperaba apoyo financiero tanto de los judíos como de los armenios - parece que mantuvo la última demanda reducida, pidiendo solo 40,000 Austrian guilder (las monedas de oro estándar; alrededor de US $ 90.000 al tipo de cambio de la época) de los dos grupos. Los armenios discutieron el asunto con los judíos, pero no pudieron llegar a un acuerdo satisfactorio al respecto.
Mientras Cuza insistía en sus demandas, la comunidad judía debatió el método de evaluación. Los judíos ricos, por razones poco claras, se negaron a adelantar el dinero, y la clase media argumentó que la suma no conduciría a resultados suficientemente tangibles; Judíos religiosos insistieron en que tales derechos solo interferirían con el ejercicio de su religión. Cuza, al ser informado de que los judíos dudaban en pagar su parte, insertó en su borrador de constitución una cláusula que excluía del derecho de sufragio a todos los que no profesaran el cristianismo.

## Décadas de 1860 y 1870
Cuando Charles von Hohenzollern sucedió a Cuza en 1866 como Carol I de Rumania, el primer evento que enfrentó en la capital fue un motín contra los judíos. A continuación, el gobierno presentó un proyecto de constitución, cuyo artículo 6 declaraba que "la religión no es obstáculo para la ciudadanía"; pero, "con respecto a los judíos, se deberá enmarcar una ley especial para regular su admisión a naturalización y también a derechos civiles". El 30 de junio de 1866, la Sinagoga de Bucarest fue profanada y demolida (fue reconstruida en el mismo año, luego restaurada en 1932 y 1945). Muchos judíos fueron golpeados, mutilados y robados. Como resultado, se retiró el artículo 6 y se añadió el artículo 7 a la Constitución de 1866; decía que "sólo los extranjeros de fe cristiana pueden obtener la ciudadanía".

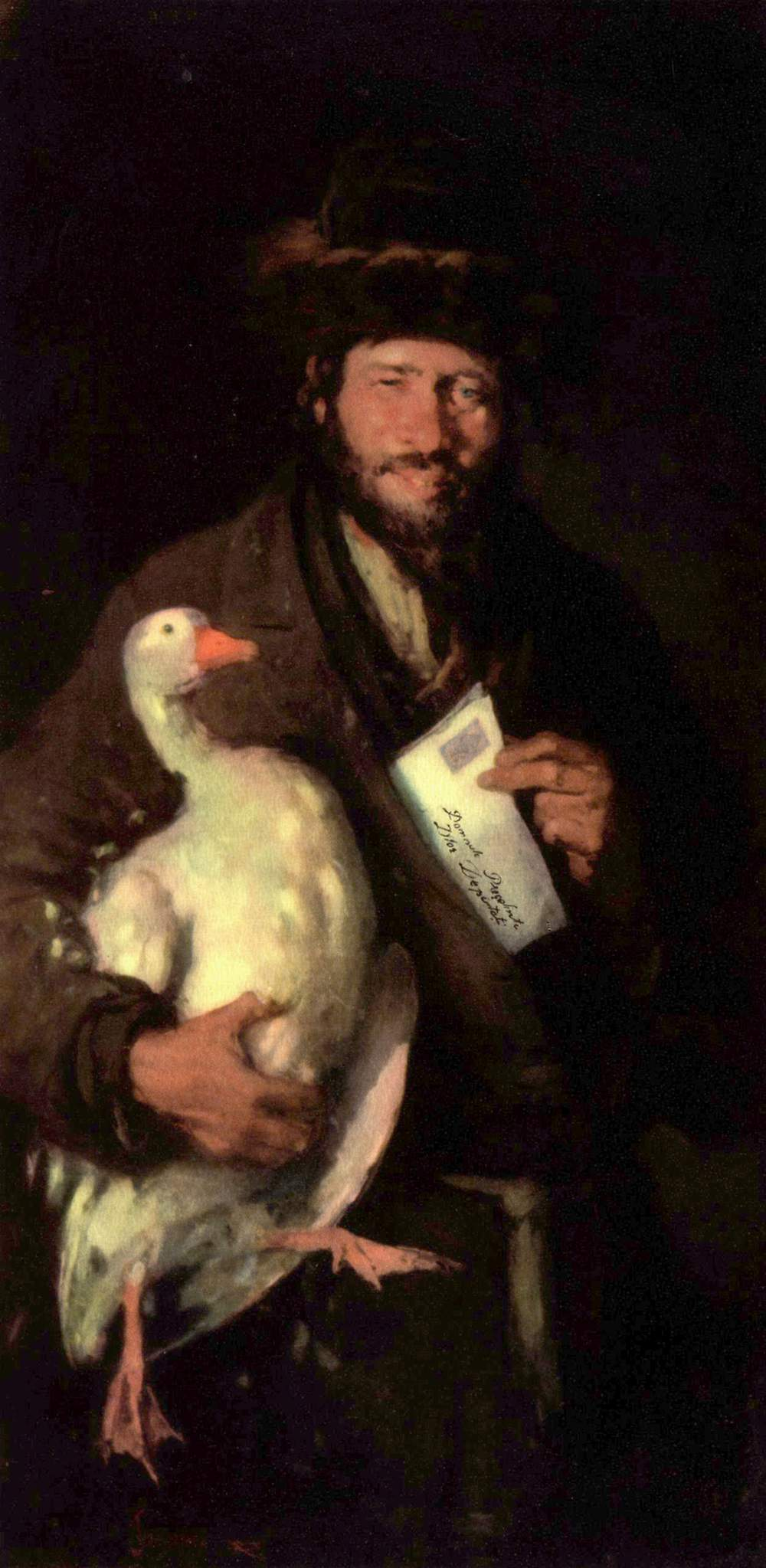
Nicolae Grigorescu: Jew with Goose (c. 1880) - a Romanian Jew holding a petition and a goose for bribery.

Durante las siguientes décadas, la cuestión de los derechos judíos ocupó el primer plano de la escena política del Reino Antiguo Rumano. Con pocas excepciones notables (incluidas algunas de afiliados de Junimea  — Petre P. Carp, George Panu y I.L. Caragiale), la mayoría de los intelectuales rumanos comenzaron a profesar antisemitismo; su forma más virulenta fue la presente con los defensores del Liberalismo (en contradicción con sus raíces políticas de 1848), especialmente los moldavos, quienes argumentaron que la inmigración judía había impedido el surgimiento de rumanos de clase media. Los primeros ejemplos de prejuicio moderno fueron los moldavos de la Fracțiunea liberă și independentă (más tarde mezclado en el Partido Nacional Liberal, PNL) y el grupo Bucarest formado alrededor de Cezar Bolliac. Su discurso veía a los judíos como no asimilados y perpetuamente extranjeros; esta afirmación, sin embargo, fue cuestionada por algunas fuentes contemporáneas, y por la eventual aceptación de todos los inmigrantes distintos de los judíos.
El antisemitismo se llevó a la corriente principal de la PNL, y se hizo cumplir oficialmente bajo el primer ministro de Rumanía de Ion Brătianu. Durante sus primeros años en el cargo, Brătianu reforzó y aplicó viejas leyes de discriminación, insistiendo en que no se permitía que los judíos se establecieran en el campo (y reubicando a los que lo habían hecho), mientras declaraba que muchos habitantes urbanos judíos eran vagabundos y expulsarlos del país. According la Jewish Encyclopedia de 1905: "Varios de esos judíos que demostraron su nacimiento rumano fueron obligados a cruzar el Danubio, y cuando [el Imperio Otomano] se negó a recibirlos, fueron arrojados al río y ahogados. Casi todos los países de Europa se sorprendieron por estos barbaridades. El gobierno rumano fue advertido por los poderes; y Brătianu fue posteriormente destituido de su cargo ". Los gabinetes formados por el Partido Conservador (Partido Conservador (Rumania, 1880-1918)), aunque incluyeron a los líderes de "Junimea", no hicieron mucho para mejorar la condición de los judíos, principalmente debido a la oposición del PNL.
No obstante, durante esta misma época, Rumania fue la cuna del teatro yiddish. Abraham Goldfaden, un poeta, dramaturgo, libretista, compositor, director de teatro y actor judío nacido en Rusia, considerado como el padre del teatro judío moderno, fundó la primera compañía de teatro yidis profesional en Iași en 1876 y durante varios años, especialmente durante la Guerra Ruso-Turca de 1877-1878 Rumania fue la patria del teatro yiddish. Si bien su centro de gravedad se trasladaría primero a Rusia, luego a Londres, y después a la Ciudad de Nueva York, tanto Bucarest como Iași continuarían ocupando un lugar destacado en su historia durante el siglo siguiente.

## Tratado de Berlín y secuelas

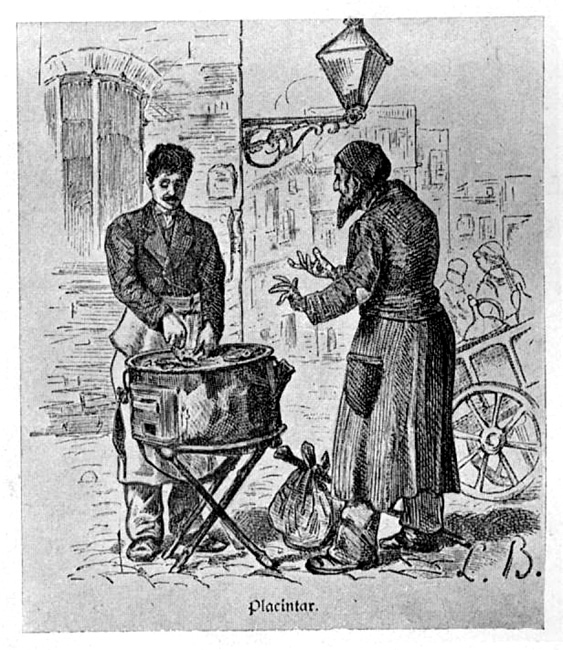
A Greek pie-maker and his Jewish client in Bucharest, c. 1880

Cuando Brătianu retomó el liderazgo, Rumania enfrentó el conflicto emergente en los Balcanes, y vio su oportunidad de declarar su independencia del soberanía otomano enviando sus tropas al lado ruso en la Guerra Ruso-Turca de 1877-1878. La guerra fue concluida por el Tratado de Berlín (1878), que estipulaba (Artículo 44) que los no cristianos en Rumania (incluidos judíos y musulmanes en la recién adquirida región de Dobruja del Norte) debería recibir la ciudadanía plena. Tras un prolongado debate en casa y negociaciones diplomáticas en el extranjero, el gobierno rumano finalmente acordó (1879) derogar el artículo 7 de su constitución. Sin embargo, esto se reformuló para dificultar mucho los procedimientos: "la naturalización de los extranjeros que no están bajo protección extranjera debe ser decidida en cada caso individual por el Parlamento" (la acción implicó, entre otros, diez plazo de un año antes de que el solicitante reciba una evaluación). El gesto se vio duplicado por una muestra de conformidad: 883 judíos, participantes en la guerra, fueron naturalizados en conjunto por votación de ambas cámaras.
Cincuenta y siete personas votadas como individuos se naturalizaron en 1880; 6, en 1881; 2, en 1882; 2, en 1883; y 18, de 1886 a 1900; en total, 85 judíos en veintiún años, 27 de los cuales murieron mientras tanto; C. 4000 personas habían obtenido la ciudadanía en 1912. Se aprobaron varias leyes hasta que el ejercicio de prácticamente todas las carreras dependió de la posesión de derechos políticos, que solo los rumanos podían ejercer; más del 40% de los trabajadores judíos, incluidos los trabajadores manuales, se vieron obligados al desempleo por dicha legislación. Se aprobaron leyes similares con respecto a los judíos que ejercen profesiones liberales..
En 1893, se votó una ley para privar a los niños judíos del derecho a ser educados en las escuelas públicas: solo se recibirían si se habían proporcionado hijos de ciudadanos y sus padres debían pagar tarifas preferenciales de matrícula.[cita requerida] En 1898, se aprobó la ley que los judíos debían ser excluidos de las escuelas secundarias y las universidades. Otra medida notable fue la expulsión de activistas judíos vocales como "extranjeros objetables" (según las disposiciones de una ley de 1881), incluidos los de Moses Gaster y Elias Schwarzfeld.
Los tribunales exigieron el oath more judaico en su forma más ofensiva - no fue abolido hasta 1904, a raíz de las críticas en la prensa francesa. En 1892, cuando Estados Unidos dirigió una nota a los poderes signatarios del tratado de Berlín sobre el asunto, fue atacado por la prensa rumana. El gobierno de Lascăr Catargiu estaba, sin embargo, preocupado - el tema fue debatido entre los ministros y, como resultado, el gobierno rumano publicó panfleto s en francés, reiterando sus acusaciones contra los judíos y sosteniendo que las persecuciones eran merecidas y venían como retribución por la supuesta explotación de la población rural por parte de la comunidad.

## SigloXX

### Antes y después de la Primera Guerra Mundial

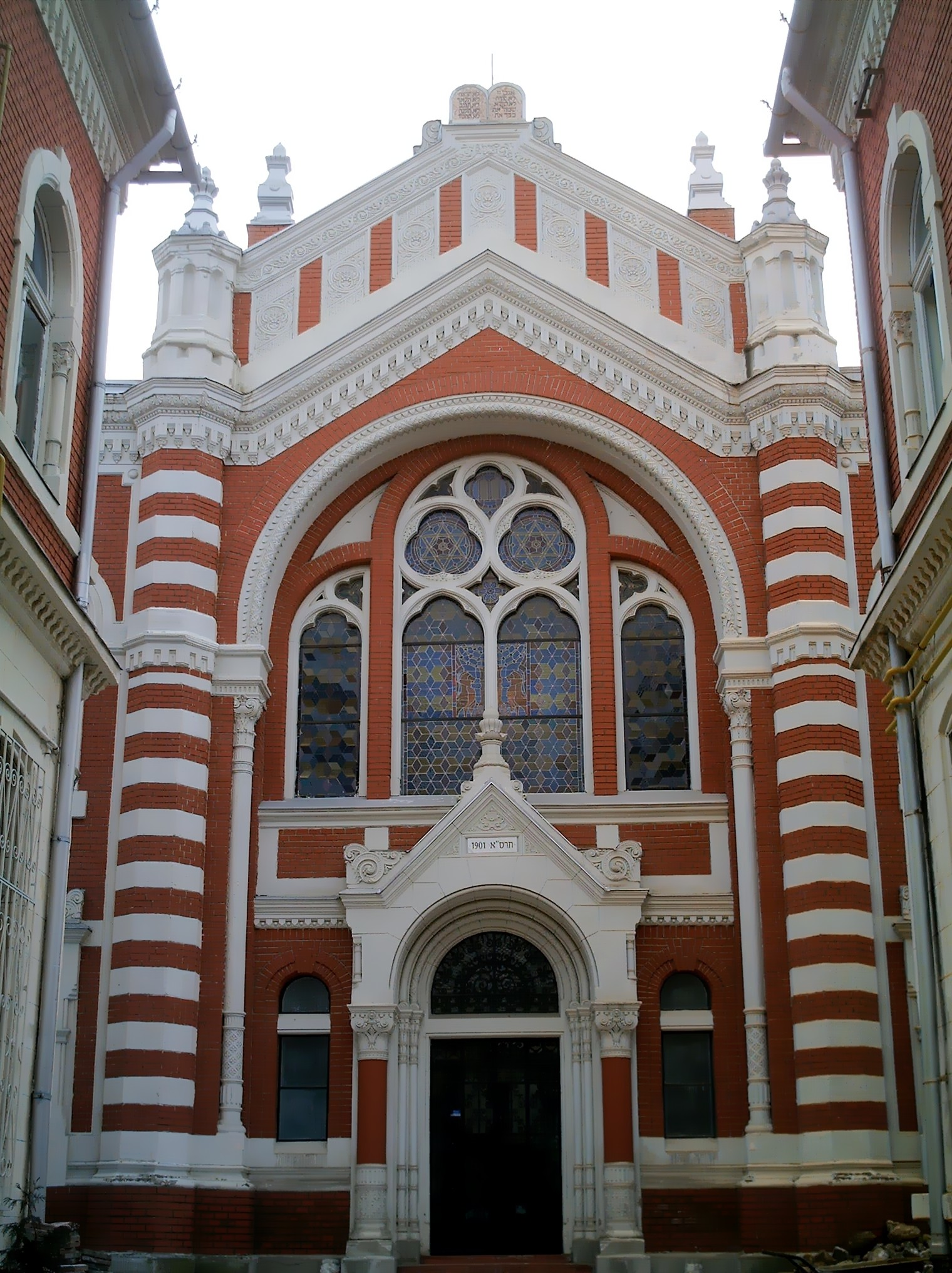
La sinagoga de Brașov, construida en 1901

La emigración de judíos rumanos en mayor escala comenzó poco después de 1878; los números subieron y bajaron, con una ola importante de judíos de Besarabia tras el pogromo de Kishinev en Rusia imperial (1905). La Jewish Encyclopedia escribió en 1905, poco antes del pogromo, "Se admite que al menos el 70 por ciento dejaría el país en cualquier momento si se proporcionaran los gastos de viaje necesarios". No existen estadísticas oficiales de emigración; pero es seguro situar el número mínimo de emigrantes judíos entre 1898 y 1904 en 70.000. En 1900 había 250.000 judíos rumanos: el 3,3% de la población, el 14,6% de los habitantes de la ciudad, el 32% de la población urbana de Moldavia y el 42% de Iași.
Los problemas de la tierra y la presencia predominantemente judía entre los arrendatarios de propiedades, explicaron la Revuelta de los campesinos rumanos de 1907, en parte antisemita en el mensaje. Durante el mismo período, el mensaje antijudío se expandió por primera vez más allá de su base nacional liberal (donde pronto se convirtió en una actitud insignificante), para cubrir la sucesión de partidos más radicales y de origen moldavo. organizaciones fundadas por A.C. Cuza. De hecho, su Partido Nacionalista Demócrata, creado en 1910, tuvo el primer programa antisemita en la historia política rumana. Ya no sólo está presente en la ideología del PNL en la década de 1920, sino que el antisemitismo también tendía a aflorar en la izquierda del espectro político, en corrientes originadas en el poporanismo, que favorecía la afirmación de que los campesinos estaban siendo explotados sistemáticamente por los judíos.
La Primera Guerra Mundial, durante la cual 882 soldados judíos murieron defendiendo Rumania (825 fueron condecorados), provocó la creación de Gran Rumania después de la Conferencia de Paz de París de 1919 y tratados posteriores. El estado ampliado tenía una población judía aumentada, correspondiente con la adición de comunidades en Besarabia, Bukovina, y Transilvania. Al firmar los tratados, Rumania acordó cambiar su política hacia los judíos, prometiendo otorgarles tanto la ciudadanía como los derechos de las minorías, la efectiva emancipación de los judíos. La Constitución de Rumania de 1923 sancionó estos requisitos, enfrentando la oposición de la Liga Nacional de Defensa Cristiana de Cuza y los disturbios de los estudiantes de extrema derecha en Iași; la reforma agraria llevada a cabo por el gabinete de Ion I. C. Brătianu también resolvió problemas relacionados con la tenencia de la tierra.
La representación política de la comunidad judía en el período de entreguerras se dividió entre el Partido Judío y la Federación de Comunidades Judías de Rumania (Partidos de minorías étnicas rumanas)] (este último, restablecido después de 1989). Durante el mismo período, se hizo evidente una división en el ritual entre los judíos reformistas en Transilvania y generalmente los ortodoxos en el resto del país, mientras que Besarabia era la más abierta al Sionismo y especialmente al Socialismo y al Sionismo laborista.

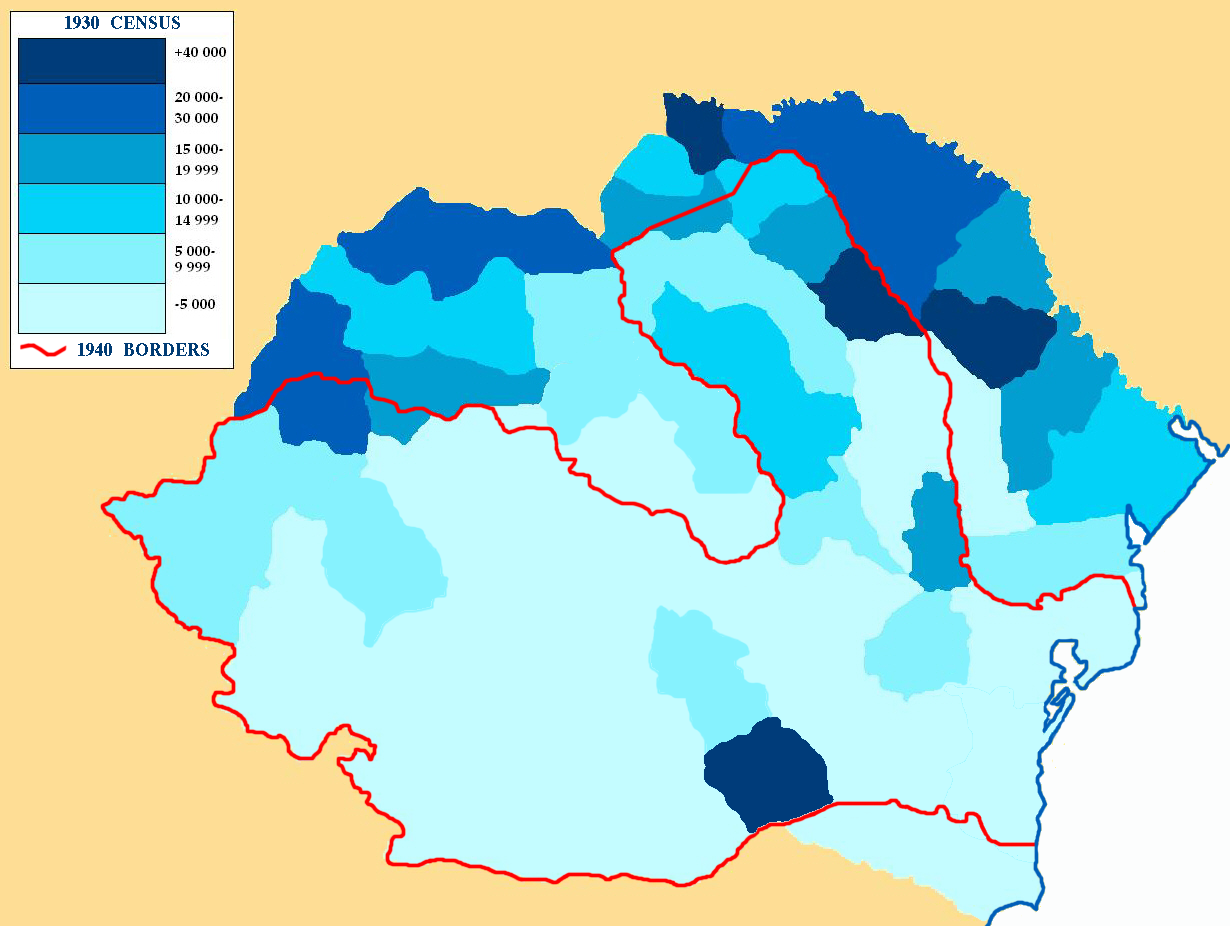
Porcentaje de población judía en cada condado de la Gran Rumanía, según el informe de la Comisión Wiesel, pp. 81, que contabilizó 728.115 habitantes de etnia judía y 756.930 personas de religión judía

Sin embargo, la popularidad de los mensajes antijudíos iba en aumento y se fusionó con el atractivo del fascismo a finales de la década de 1920; ambos contribuyeron a la creación y al éxito de Corneliu Zelea Codreanu, la Guardia de Hierro, y a la aparición de nuevos tipos de discursos antisemitas (Trăirismo y Gândirismo). La idea de una cuota judaica en la educación superior se hizo muy popular entre los estudiantes y profesores rumanos. Según el análisis de Andrei Oișteanu, un número relevante de intelectuales de Derecha se negaron a adoptar un antisemitismo abierto, que tenía mala reputación por su asociación con el discurso violento de A. C. Cuza; sin embargo, unos años más tarde, tales precauciones fueron dejadas de lado y el antisemitismo pasó a mostrarse como "salud espiritual".
La primera moción para excluir a los judíos de las asociaciones profesionales se produjo el 16 de mayo de 1937, cuando la Confederación de Asociaciones de Intelectuales Profesionales (Confederația Asociațiilor de Profesioniști Intelectuali din România) votó a favor de excluir a todos los miembros judíos de sus organismos afiliados, llamando a que el estado retirase sus licencias y reevaluase su ciudadanía. Aunque ilegal, la medida fue popular y se comentó que, en su caso, la legalidad había sido suplantada por una "decisión heroica". Según Oișteanu, la iniciativa tuvo una influencia directa en las regulaciones antisemitas aprobadas durante el año siguiente.
La amenaza que representaba la Guardia de Hierro, el surgimiento de la Alemania nazi como potencia europea y sus propias simpatías fascistas [cita requerida], hicieron que el rey Carol II de Rumanía, quien todavía era identificado en gran medida como un filosemita, adoptase la discriminación racial como norma. En las elecciones recientes, más del 25% del electorado había votado por grupos explícitamente antisemitas (ya sea la alianza Goga-Cuza (9%) o el portavoz político de la Guardia de Hierro, TPT (16,5%)), y como resultado, Carol se vio obligada para dejar entrar a uno de los dos en su gabinete, instantáneamente eligió la alianza Goga-Cuza sobre el fascismo rabioso de la Guardia de Hierro (según el historiador moderno de los Balcanes, Misha Glenny, también pensó que esto "quitaría el aguijón de la cola del guardia ").[cita requerida] El 21 de enero de 1938, el ejecutivo de Carol (dirigido por Cuza y Octavian Goga) aprobó una ley destinada a revisar los criterios para la ciudadanía (después de emitir acusaciones de que los gabinetes anteriores habían permitido Judíos ucranianos para obtenerlo ilegalmente), y exigir que todos los judíos que recibieron la ciudadanía en 1918-1919 la vuelvan a solicitar (al tiempo que se proporciona un plazo muy corto en el que se puede lograr: 20 días);
Sin embargo, el propio Carol II era muy hostil al antisemitismo. Su amante, Elena Lupescu, era judía, al igual que varios de sus amigos en el gobierno, y pronto volvió a sus políticas originales (es decir, oponerse ferozmente a los antisemitas y fascistas), pero con un nuevo golpe violento. El 12 de febrero de 1938, utilizó la creciente violencia entre grupos políticos como contexto para tomar el poder absoluto (una medida que fue apoyada tácitamente por los liberales que habían llegado a verlo como un mal menor en comparación con el movimiento fascista de Codreanu). Como auténtico nacionalista rumano (aunque tenía una visión de una Rumanía occidentalizada y fuertemente industrializada a expensas de los campesinos a los que veía con desdén, convirtiéndolo en la antítesis de las opiniones de Codreanu), Carol estaba decidida a que Rumanía debería no caer en el control económico y político casi absoluto que ya tenían muchos de sus vecinos, y pasar a la resistencia teatral contra la ideología nazi.
Luego, el Rey arrestó a todos los dirigentes de la Guardia de Hierro, con el argumento de que estaban a sueldo de los nazis, y comenzó a utilizar la misma acusación contra varios opositores políticos, tanto para consolidar su control absoluto del país como para estigmatizar negativamente a Alemania. En noviembre, los catorce líderes fascistas más importantes (el primero de los cuales fue Codreanu) fueron "lavados" con ácido.
Sin embargo, la política de Carol estaba condenada al fracaso por la renuencia de Francia y Gran Bretaña a librar guerras con las potencias totalitarias de Alemania, Italia y la Unión Soviética. La Unión Soviética atacó a Rumania y declaró la anexión de Bucovina y Besarabia (que iba a ser rebautizada como Moldavia), y cuando Carol recurrió a la única esperanza posible, es decir, la ayuda del antiguo "enemigo eterno", la Alemania nazi, se mostró enojado. rechazado personalmente por Hitler, quien no tuvo que esforzarse mucho para recordar cómo Carol había humillado previamente la causa de su ideología. Carol se vio obligada a reconocer la anexión, lo que llevó directamente a su derrocamiento en un golpe liderado por Ion Antonescu.[cita requerida]
En 1940, el gabinete de Ion Gigurtu adoptó el equivalente de Rumania a las Leyes de Núremberg, prohibiendo el matrimonio mixto judío-cristiano, y definiendo a los judíos según criterios raciales (una persona era judía si él o ella tenía un abuelo judío en un lado de la familia).

### Política
- Union of Romanian Jews
- Jewish Party of Romania
- Jewish National People's Party
- General Jewish Labour Bund in Romania

### El Holocausto

#### La Guarda de Hierro

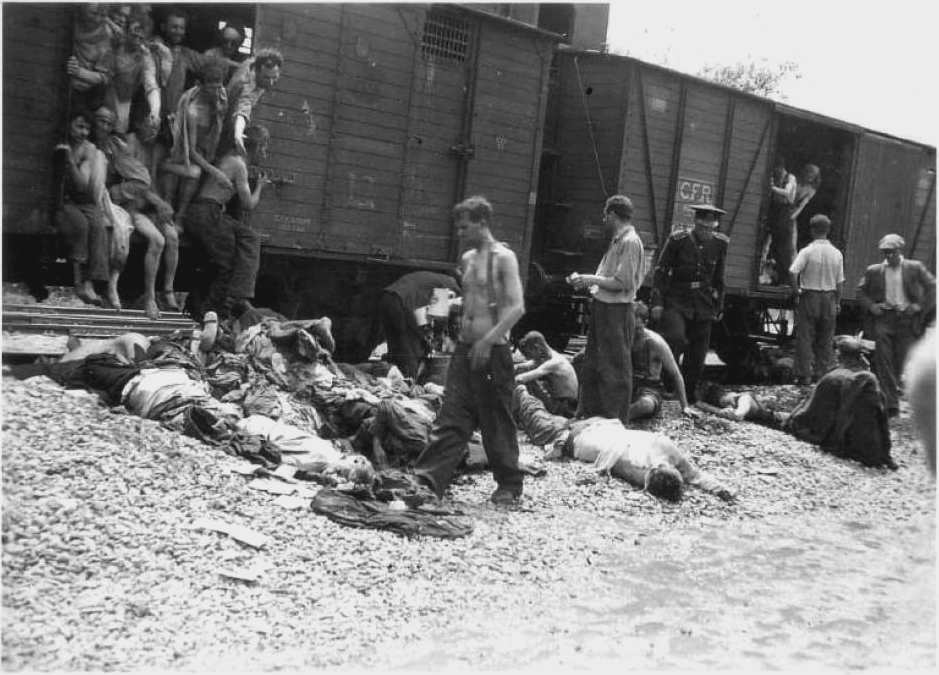
Víctimas del pogromo de Iași

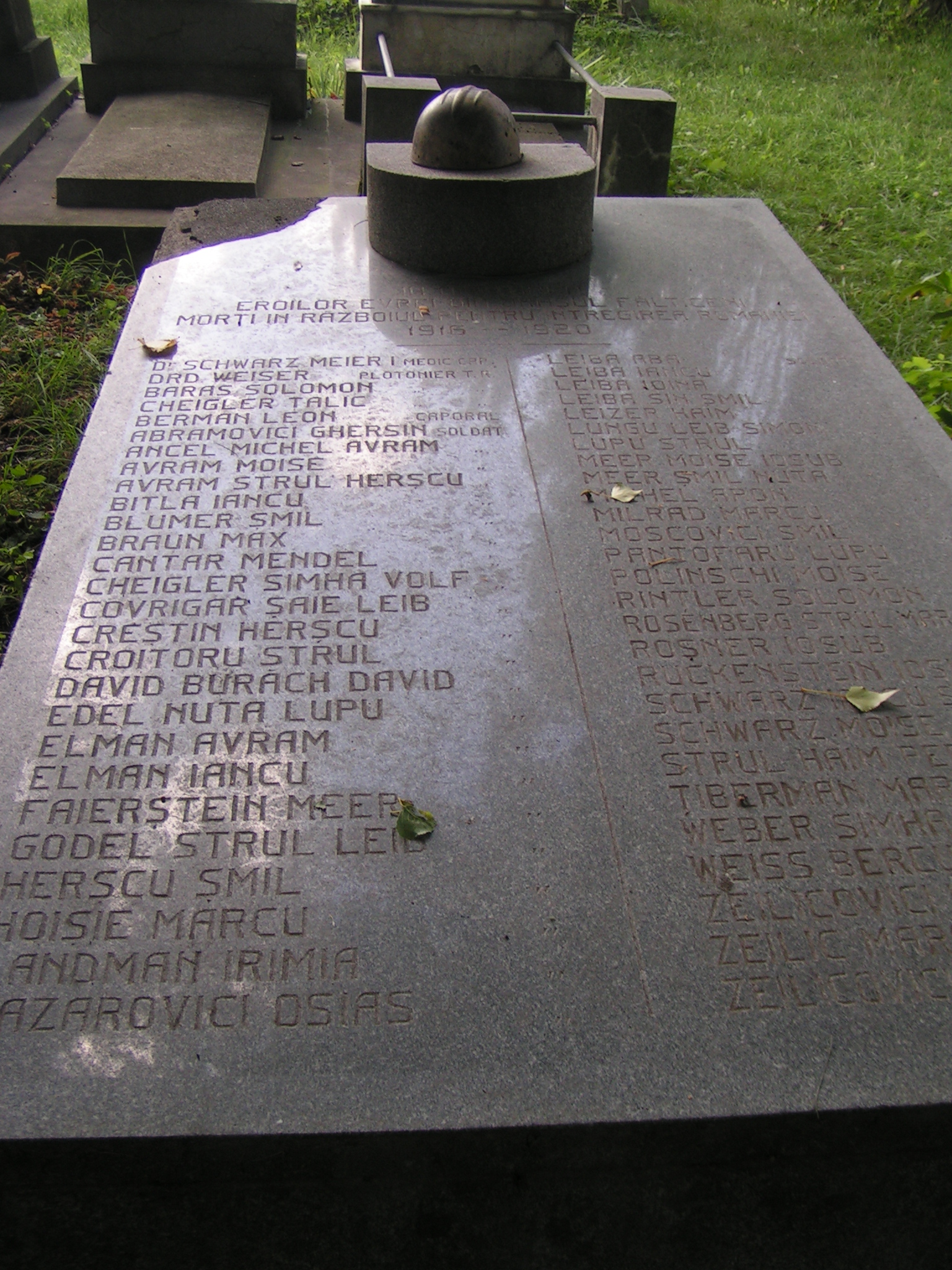
Monumento a los mártires judíos de Fălticeni

Entre el establecimiento del Estado Legionario Nacional y 1942, se aprobaron 80 regulaciones antijudías. A partir de finales de octubre de 1940, la Guardia de Hierro comenzó una campaña antisemita masiva, torturando y golpeando a judíos y saqueando sus tiendas ( ver Dorohoi Pogrom ), que culminó en el golpe fallido y un pogromo en Bucarest, en el que 120 judíos fueron asesinados. Antonescu finalmente detuvo la violencia y el caos creado por la Guardia de Hierro al reprimir brutalmente la rebelión, pero continuó la política de opresión y masacre de judíos y, en menor medida, de la minoría romaní en Rumania (Romaní).

#### El régimen de Antonescu
Después de Rumania entró en la guerra al comienzo de la Operación Barbarroja, las atrocidades contra los judíos se hicieron comunes, comenzando con el pogromo de Iași - el 27 de junio de 1941, el dictador rumano Ion Antonescu llamó por teléfono al coronel Constantin Lupu, comandante de la guarnición de Iași, diciéndole formalmente que "limpiara Iași de su población judía", aunque los planes para el pogromo se habían hecho incluso antes: 13.266 judíos, según las autoridades rumanas, fueron asesinados en julio de 1941.
En julio-agosto de 1941, la insignia amarilla fue impuesta por iniciativas locales en varias ciudades (Iași, Bacău, Cernăuți). Una medida similar impuesta por el gobierno nacional duró solo cinco días (entre el 3 y el 8 de septiembre de 1941), antes de ser anulada por orden de Antonescu. Sin embargo, por iniciativa local, la insignia todavía se usaba, especialmente en las ciudades de Moldavia, Bessarabia y Bukovina. (Bacău, Iași, Câmpulung, Botoșani, Cernăuți, etc.).

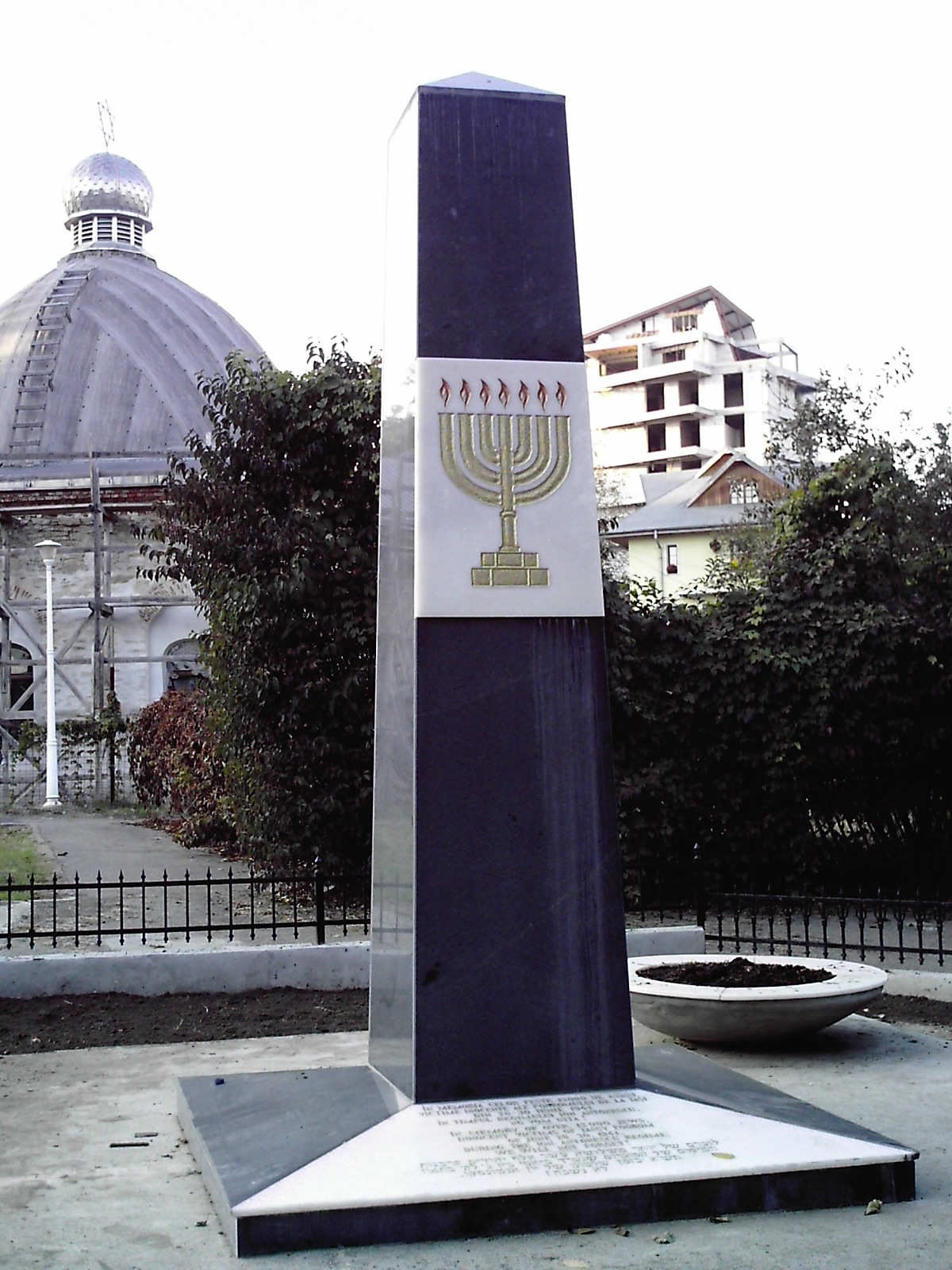
Monumento a las Víctimas del Pogrom de Iași

En 1941, tras el avance del Ejército rumano durante la Operación Barbarroja y, según la propaganda de Antonescu, se alegó ataques de judíos, que fueron considerados en masa agentes "comunistas" por la propaganda oficial, Antonescu ordenó la deportación a Transnistria, de todos los judíos de Besarabia y Bucovina. Sin embargo, la "deportación" era un eufemismo, ya que parte del proceso implicaba la matanza masiva de judíos antes de deportar al resto en los "trenes de la muerte" (en realidad, largas y agotadoras marchas a pie) hacia el Este. Se estima que, en julio-septiembre de 1941, el número de judíos asesinados, en Bucovina y Besarabia, por el ejército rumano y la Gendarmería rumana en cooperación con el Ejército alemán y el Einsatzgruppen, son más de 45.000 personas, pero probablemente más cerca de 60.000. De los que escaparon de la limpieza étnica inicial en Bucovina y Besarabia, sólo muy pocos lograron sobrevivir a los "trenes" y los campos de concentración establecidos en la Gobernación de Transnistria. En 1941-1942, el número total de deportados de Besarabia, Bucovina, Dorohoi y la Regata fue de 154.449 a 170.737 personas.
Más asesinatos perpetrados por los escuadrones de la muerte de Antonescu (documents prove his direct orders[cita requerida]) en colabaración con los Einsatzkommando alemanes, los escuadrones de la SS formados por alemanes ucranianos (Sonderkommando Russland y Selbstschutz), y la milicia ucraniana apuntó a la población judía local que el ejército rumano logró acorralar al ocupar Transnistria. Más de cien mil de ellos fueron asesinados en masacres organizadas en lugares como Odesa (ver Masacre de Odesa), Bogdanovka, Akmechetka, Pechora en 1941 y 1942.
El gobierno de Antonescu también hizo planes para deportaciones masivas de la comunidad judía rumana del resto del país (la Regata y el sur de Transilvania), que suman 292.149 personas (según un censo de mayo de 1942), a la región de Transnistria, o, en colaboración con el gobierno alemán. gobierno, al campo de exterminio de Belzec, pero estos nunca se habían llevado a cabo.
El cambio de política hacia los judíos comenzó en octubre de 1942, y entre marzo y abril de 1943, Antonescu detuvo permanentemente todas las deportaciones a pesar de la presión alemana, cuando comenzó a buscar la paz con los Aliados de la Segunda Guerra Mundial, aunque al mismo tiempo impuso fuertes impuestos y trabajos forzados en las comunidades judías restantes. Además, a veces con el estímulo del régimen de Antonescu, trece barcos salieron de Rumania hacia el Mandato Británico de Palestina (Mandatory Palestine) durante la guerra, llevando 13.000 judíos (dos de estos barcos fueron hundidos por los soviéticos (ver Desastre de Struma ), y el esfuerzo se interrumpió después de que se aplicara la presión alemana).
Siguieron discusiones sobre la repatriación de judíos deportados, y en enero de 1943, el líder de la comunidad judía rumana Wilhelm Filderman inició conversaciones con el gobierno rumano para comenzar a repatriar judíos rumanos deportados a Transnistria. El 15 de noviembre de 1943, un informe oficial del gobierno rumano indicó que 49,927 judíos rumanos estaban vivos en Transnistria (de los cuales 6,425 eran originalmente de la Regata). En diciembre de 1943, comenzó la repatriación parcial y, en marzo de 1944, el gobierno de Antonescu ordenó la repatriación general de todos los judíos rumanos deportados de Transnistria. Entre el 20 de diciembre de 1943 y el 30 de marzo de 1944, casi 11.000 personas (incluidos los huérfanos) fueron repatriadas de diferentes campos y guetos en Transnistria. Sin embargo, la decisión llegó demasiado tarde para organizar la repatriación del último gran número de deportados y se desconoce el destino de decenas de miles de deportados que permanecen en Transnistria.

#### Resultados
Situaciones históricas y políticas han determinado los destinos de los judíos rumanos de diferentes formas, dependiendo de las regiones en las que vivían, siendo la proximidad al frente la variable más importante. El número total de muertes no es seguro, pero incluso las estimaciones más bajas y respetables ascienden a unos 250.000 judíos (más 25.000 deportados Romani, de los cuales aproximadamente 11.000 murieron).
Según el informe de la Comisión Wiesel publicado por el gobierno rumano en 2004, entre 280.000 y 380.000 judíos fueron asesinados o murieron de diversas formas en suelo rumano, en las zonas de guerra de Besarabia, Bucovina, y en los territorios ocupados de la Soviética bajo el control rumano (Gobernación de Transnistria).
Al menos 15.000 judíos de la Regat fueron asesinados en el pogromo de Iași y como resultado de otras medidas antijudías. La mitad de los aproximadamente 270.000 a 320.000 judíos que viven en Besarabia, Bucovina y el antiguo condado de Dorohoi en Rumania fueron asesinados o murieron entre junio de 1941 y noviembre de 1943. Entre 45.000 y 60.000 judíos fueron asesinados en Besarabia y Bucovina por rumanos y Tropas alemanas en 1941. Entre 104.522 y 120.810 judíos rumanos deportados murieron como resultado de las expulsiones a Transnistria. Después de una ola de asesinatos iniciales aleatorios, los judíos de Moldavia fueron objeto de pogromos, mientras que los de Besarabia, Bucovina y Dorohoi se concentraron en guetos de los que fueron deportados a campos de concentración en la gobernación de Transnistria, incluidos los campamentos construidos y administrados por rumanos. Los soldados y gendarmes rumanos también trabajaron con el Einsatzkommando alemán, la milicia ucraniana y los escuadrones de las SS de alemanes ucranianos locales para masacrar a los judíos en los territorios conquistados al este de la frontera de 1940 con Rumania. En Transnistria, entre 115.000 y 180.000 judíos indígenas ucranianos fueron asesinados, especialmente en Odesa y los condados de Golta y Berezovka.
Al mismo tiempo, 135.000 judíos que vivían bajo el control húngaro del Reino de Hungría (1920-1946) en Transilvania del Norte fueron deportados y murieron en campos de concentración y exterminio. Además, 5.000 judíos rumanos murieron en el Holocausto en otros países.
La mayoría de los judíos rumanos que vivían dentro de las fronteras de 1940 sobrevivieron a la guerra. El cambio en la política del gobierno rumano durante 1942-1943 llevó a la supervivencia de al menos 290.000 judíos rumanos (aunque estaban sujetos a una amplia gama de duras condiciones, que incluían trabajo forzoso, sanciones económicas y discriminación leyes), y a la posterior repatriación de miles de personas. Además, miles de judíos rumanos que vivían en el extranjero pudieron sobrevivir gracias a la renovada protección diplomática rumana. Sin embargo, el número total de víctimas hace que Rumanía cuente como el primero, según la Comisión Wiesel, "De todos los aliados de la Alemania nazi, [responsables] de la muerte de más judíos que cualquier otro otro país que no sea la propia Alemania ".
Durante el período de posguerra, la historia del Holocausto fue distorsionada o simplemente ignorada por los regímenes comunistas de Europa del Este. Los juicios de criminales de guerra en los Tribunales del Pueblo Rumano comenzaron en 1945 y continuaron hasta principios de la década de 1950, pero recibieron atención pública solo durante un corto período de tiempo. En la Rumania poscomunista, la negación del Holocausto ha sido un fenómeno difuso, y hasta 2004, cuando los investigadores pusieron a disposición del público numerosos documentos, muchos en Rumania negaron saber que su país participó en el Holocausto. El gobierno rumano ha reconocido que un Holocausto tuvo lugar en su territorio y celebró su primer Día del Holocausto en 2004. En memoria de las víctimas del Holocausto y particularmente para reflexionar sobre el papel de Rumania en el Holocausto, el gobierno rumano decidió hacer del 9 de octubre el Día Nacional de Conmemoración del Holocausto.

### Posguerra
Según la Comisión Wiesel, "... sobrevivieron al menos 290.000 judíos rumanos". Howard M. Sachar estimó que 360.000 judíos rumanos aún estaban vivos al final de la Segunda Guerra Mundial. Según las estadísticas del final de la guerra, 355,972 judíos rumanos vivían en el territorio de Rumanía.
Se produjo una emigración masiva a Israel ( ver Bricha y Aliyah ). Según Sachar, durante los dos primeros años de la posguerra, decenas de miles de judíos rumanos se fueron a Palestina obligatoria; el gobierno rumano no trató de detenerlos, especialmente debido a su deseo de reducir su minoría judía históricamente sospechosa y ahora empobrecida. Posteriormente, la emigración judía comenzó a encontrar obstáculos. En 1948, el año de la independencia de Israel, el sionismo fue objeto de nuevas sospechas y el gobierno inició una campaña de liquidación contra los fondos sionistas y las granjas de entrenamiento. Sin embargo, la emigración no estaba completamente prohibida; La ministra de Relaciones Exteriores de Rumania Ana Pauker, ella misma judía con un padre y un hermano en Israel, negoció un acuerdo con el embajador israelí Reuven Rubin, quien era un inmigrante judío rumano en Israel, según el cual el gobierno rumano permitir que 4.000 judíos al mes emigren a Israel; esta decisión fue al menos parcialmente influenciada por un gran soborno Agencia Judía para Israel al gobierno rumano. Este acuerdo se aplicó principalmente a empresarios arruinados y otros judíos económicamente "superfluos". Alrededor de este tiempo, Israel también aseguró otro acuerdo con el gobierno rumano, en virtud del cual Rumania emitió 100.000 visas de salida para judíos e Israel suministró a Rumania perforadoras de petróleo y tuberías para ayudar a la industria petrolera rumana. hacia diciembre de 1951, unos 115.000 judíos rumanos habían emigrado a Israel.
Durante el período de transición hacia un régimen comunista en Rumania, después de la ocupación de la Unión Soviética, la sociedad y la cultura judías fueron sujeto al mismo control cada vez más estricto por parte de las autoridades. El líder comunitario Wilhelm Filderman ya fue arrestado en 1945 y tuvo que huir del país en 1948. Antonescu, después de una breve detención en la Unión Soviética, fue fusilado en junio de 1946 por crímenes de guerra. El 22 de abril de 1946, Gheorghe Gheorghiu-Dej asistió a una reunión de organizaciones judías y pidió la creación de un nuevo organismo, el "Comité Democrático Judío", que en realidad era una sección del Partido Comunista Rumano PCR.
Después de la proclamación de la República Popular de Rumania el 30 de diciembre de 1947, el gobierno formado por el PCR proscribió todas las organizaciones judías en una reunión del 10 al 11 de junio de 1948, declarando que "el partido debe tomar una posición sobre todas las cuestiones relativas a los judíos de Rumanía y luchar vigorosamente contra las corrientes judías reaccionarias nacionalista (es decir, sionismo) ". Entre 1952 y 1953 las acusaciones antisemitas de "cosmopolita desarraigada] ismo" provocaron la purga de la propia dirección del partido (incluida la ex primera ministra y ministra de Relaciones Exteriores judía Ana Pauker); Los cargos fueron luego infligidos a la mayor parte de la comunidad judía, comenzando con un juicio diseñado por Iosif Chișinevschi. Los judíos que eran percibidos como sionistas recibieron duras penas de trabajo en prisiones comunistas como Pitești (donde fueron sometidos a tortura y experimentos de lavado de cerebro; algunos de ellos murieron bajo custodia ). El juicio de 1952 de los ingenieros responsables del fracaso del proyecto Canal del Danubio-Mar Negro también involucró acusaciones de sionismo (especialmente dirigidas a Aurel Rozei-Rozenberg, que finalmente fue ejecutado).
Durante la Guerra Fría, Rumania fue el único país comunista que no rompió sus relaciones diplomáticas con Israel. Durante el período del régimen comunista, Rumania permitió que un número limitado de judíos emigrara a Israel, a cambio de la ayuda económica israelí que tanto necesitaba. En 1965, Israel estaba financiando proyectos agrícolas e industriales en toda Rumania y, a cambio, Rumania permitió un goteo de emigración judía a Israel.
Cuando Nicolae Ceaușescu llegó al poder en 1965, inicialmente puso fin al comercio por deferencia a los aliados árabes del bloque oriental. Sin embargo, Rumania fue la única nación del Pacto de Varsovia que no rompió las relaciones diplomáticas con Israel después de la guerra de los Seis Días de 1967., y en 1969, Ceaușescu decidió cambiar judíos por dinero en efectivo de Israel. Quería la independencia económica de la Unión Soviética, que se contentaba con mantener a Rumania en un remanso y como nada más que un proveedor de materias primas, pero para financiar proyectos económicos, necesitaba dinero en efectivo. Como resultado, desde entonces hasta la caída del régimen de Ceaușescu en 1989, se concedieron visas de salida a Israel a unos 1.500 judíos al año a cambio de un pago en efectivo por cada judío que se permitiera salir, además de otra ayuda israelí. Los pagos exactos fueron determinados por la edad, educación, profesión, empleo y situación familiar del emigrante. Israel pagó un mínimo de $ 2,000 por cabeza por cada emigrante, y pagó precios en el rango de $ 25,000 por médicos o científicos. Además de estos pagos, Israel también aseguró préstamos para Rumania, pagó los intereses y suministró al ejército rumano equipo militar.

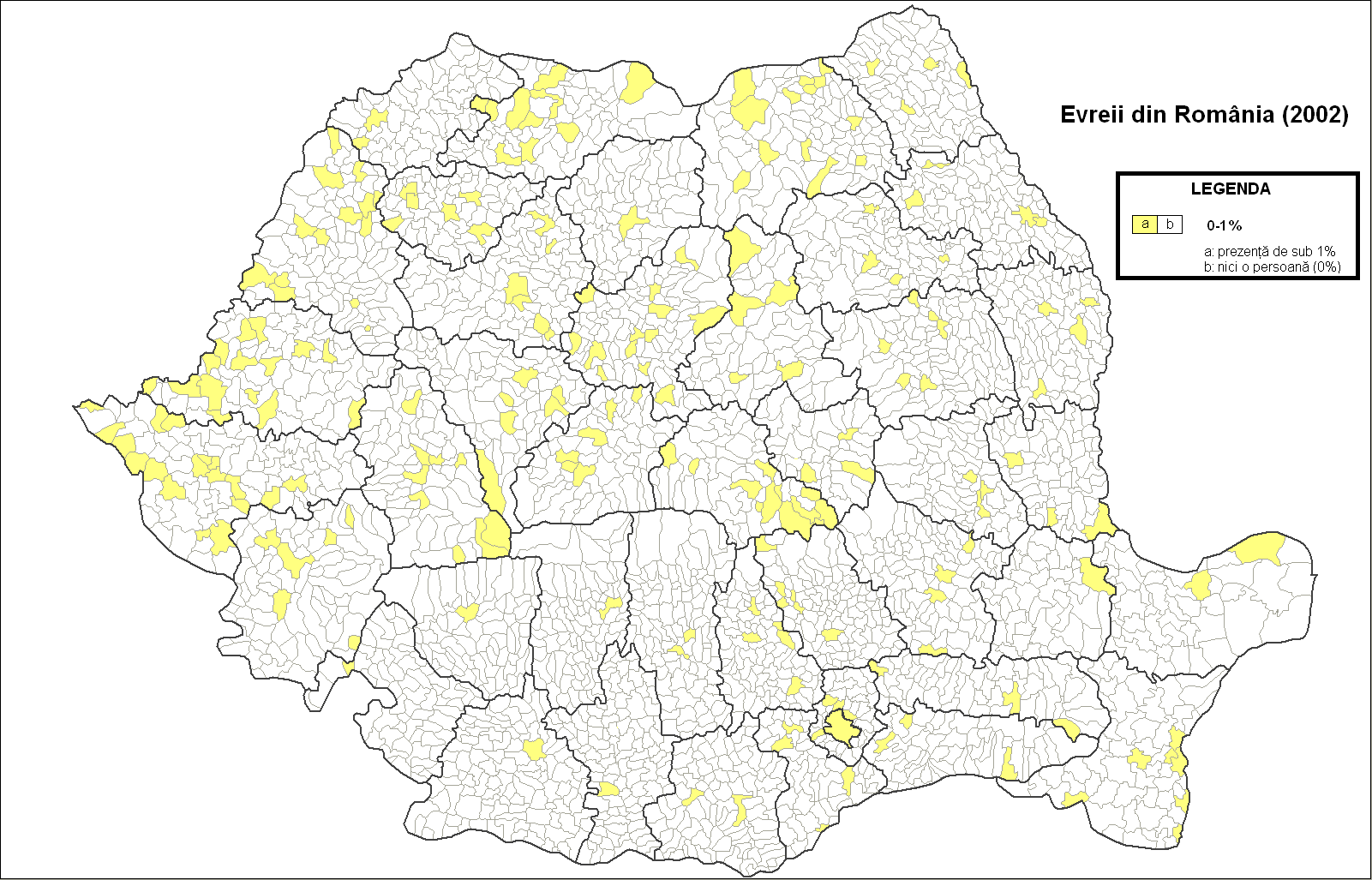
Jews in Romania (2002 census)

Como resultado de la aliá, la comunidad judía-rumana se fue agotando gradualmente. En 1987, solo quedaban 23.000 judíos en Rumanía, la mitad de los cuales tenían más de 65 años. Los judíos rumanos se convirtieron en la década de 1980 en la segunda comunidad étnica más grande de Israel, sólo superada en número por los marroquíes.
Sin embargo, Rumania todavía tiene una pequeña comunidad judía con algunas sinagogas activas, y el teatro en idioma yiddish más antiguo ininterrumpido del mundo.. Actos de antisemitismo, como la destrucción de lápidas funerarias, siguen teniendo lugar. En 2016, se estimaba que la población judía rumana oscilaba entre las 9.300 y las 17.000 personas.
Silviu Vexler es miembro de la Cámara de Diputados, la cámara baja del Parlamento de Rumania (Parlamento de Rumania). Es miembro del Partido Federación de las Comunidades Judías de Rumania.

## Población histórica
El censo de 1930 fue el único que cubrió la Gran Rumania. Los censos de 1948, 1956, 1966, 1977, 1992, 2002 y 2011 cubrieron el territorio actual de Rumanía. Todos menos el censo de 1948, que preguntaba sobre la lengua materna, tenían una pregunta sobre el origen étnico. Moldavia y Valaquia realizaron cada una un censo en 1859. El Antiguo Reino de Rumania (Regat) realizó estimaciones estadísticas en 1884, 1889 y 1894, y realizó censos en 1899 y 1912. El régimen de Ion Antonescu también celebró dos: uno general en abril de 1941, y uno para los de "sangre judía" en mayo de 1942.
La evolución de la población judía de Rumanía puede verse en la tabla que se muestra a continuación.
| Año  | Población | Territorio (regiones históricas)                                                                        |
| ---- | --------- | --- |
| 1866 | 134,168   | Romanian United Principalities (Moldavia, Wallachia, Southern Bessarabia)                               |
| 1887 | 300,000   | Romanian Old Kingdom (Regat) (Moldavia, Wallachia, Northern Dobruja)                                    |
| 1899 | 256,588   | Romanian Old Kingdom                                                                                    |
| 1930 | 728,115   | Kingdom of Romania (Greater Romania) (Moldavia, Wallachia, Dobruja, Transylvania, Bukovina, Bessarabia) |
| 1941 | 356,237   | Kingdom of Romania (Moldavia, Wallachia, Northern Dobruja, Southern Transylvania, Southern Bukovina)    |
| 1956 | 146,264   | Socialist Republic of Romania (Moldavia, Wallachia, Northern Dobruja, Transylvania, Southern Bukovina)  |
| 1966 | 42,888    | Romania                                                                                                 |
| 1977 | 24,667    | Romania                                                                                                 |
| 1992 | 8,955     | Romania                                                                                                 |
| 2002 | 5,785     | Romania                                                                                                 |
| 2011 | 3,271     | Romania                                                                                                 |

Notas: Censo de 1930, en el que se incluyen las regiones adquiridas entre 1918 y 1920; censo de 1941 sin los terriotiros perdidos en 1940; censos de 1956, 1966, 1977, 1992, 2002 and 2011 que cubren el territorio actual de Rumanía

Fuente: Historia demográfica de Rumanía

## Dinastías jasídicas originarias en el territorio de la actual Rumanía

### Grupos principales
- Satmar, originarios de Satu Mare, uno de los mayores grupos del mundo [cita requerida]
- Klausenburg, originarios de Cluj-Napoca, el noveno mayor grupo del mundo [cita requerida]
- Spinka, originarios de Săpânța - 10th[cita requerida]
- Temishvar originarios de Timișoara 3rd largest in the world

### Otros grupos
- Bohush, de Buhuși[86]
- Botoshan, de Botoșani
- Bucharest, de Bucharest
- Deyzh, de Dej
- Faltichan, de Fălticeni
- Margareten, de Marghita
- Nasod, de Năsăud
- Pashkan, de Pașcani
- Roman, de Roman
- Sasregen, de Reghin
- Seret, de Siret
- Shotz, de Suceava
- Shtefanesht, de Ștefănești
- Siget, de Sighetu-Marmației
- Temishvar, originarios de Timișoara
- Vasloi, originarios de  Vaslui